# Werner Cartano
Werner Cartano (* 14. Juni 1929 in Karlsruhe) ist ein deutscher Schauspieler, Hörspiel- und Synchronsprecher.

## Biografie
Cartano besuchte von 1944 bis 1946 die Staatlichen Theaterakademie in seiner Heimatstadt Karlsruhe, wo er einen Anfänger-Vertrag als Theaterschauspieler erhielt. Es folgten zahlreiche Engagements in Tübingen, Trier, Baden-Baden, Stendal, Bonn, Heidelberg, Kiel, Lübeck, bei den Karl-May-Spielen in Bad Segeberg und an den Hamburger Kammerspielen, wo Cartano insgesamt 40 Jahre lang als freier Schauspieler tätig war. Mit einer Inszenierung von Reginald Roses Die 12 Geschworenen am Altonaer Theater verabschiedete er sich 2004 von der Bühne.
Daneben wirkte er in verschiedenen Film- und Fernsehproduktionen mit wie Peter Fleischmanns Science-Fiction-Film Die Hamburger Krankheit und Franz Marischkas St. Pauli Nachrichten: Thema Nr. 1. Über 30 Mal arbeitete er dabei unter der Regie des Krimi-Spezialisten Jürgen Roland. Außerdem übernahm er Gastrollen in zahlreichen Fernsehserien wie Dem Täter auf der Spur, Großstadtrevier, Freunde fürs Leben, Die Männer vom K3 und Küstenwache.
Außerdem war Cartano umfangreich als Sprecher für Synchronisation und Hörspiele tätig. Er lieh seine Stimme zahlreichen Charakteren in populären Hörspielen und Hörspielserien, wie z. B. Die drei ???, Die Sklavenkarawane (nach Karl May), Airwolf, Ein Fall für TKKG, Flash Gordon und Point Whitmark. Darüber hinaus war er einige Zeit lang als Werbedarsteller tätig.

## Filmografie
- 1965: Der Forellenhof (Fernsehreihe, 1 Episode)
- 1967: Der falsche Prinz (TV)
- 1967–1968: Schlag nach im Grundgesetz! – Geschichten aus Adorf (Fernsehreihe, 4 Episoden)
- 1968: Sünde mit Rabatt
- 1968: Spedition Marcus (Fernsehreihe, 1 Episode)
- 1969: Husch, husch ins Körbchen
- 1969: Die Felsenburg (TV)
- 1969: Saids Schicksale (TV)
- 1970: Abarten der körperlichen Liebe
- 1970: Die fleißigen Bienen vom fröhlichen Bock
- 1971: St. Pauli Nachrichten: Thema Nr. 1
- 1971: Die Vergnügungsspalte
- 1971: Zu dumm zum …
- 1971: Winnetou (TV)
- 1971: Frei nach Mark Twain (Fernsehreihe, 3 Episoden)
- 1972: Dem Täter auf der Spur (Fernsehreihe, 1 Episode)
- 1973: Zwischen den Flügen (Fernsehreihe, 1 Episode)
- 1974: Hamburg Transit (Fernsehreihe, 1 Episode)
- 1974: Im Auftrag von Madame (Fernsehreihe, 1 Episode)
- 1974–1996: Tatort (Fernsehreihe)
  - 1974: Gift
  - 1979: Alles umsonst
  - 1979:  Freund Gregor
  - 1980: Streifschuß
  - 1982: Kindergeld
  - 1983: Der Schläfer
  - 1984: Haie vor Helgoland
  - 1991: Tod eines Mädchens
  - 1996: Tod auf Neuwerk
- 1975: Hoftheater (Fernsehserie, 13 Episoden)
- 1979: Die Hamburger Krankheit
- 1979: St. Pauli-Landungsbrücken (Fernsehserie, 1 Episode)
- 1981: Der Fuchs von Övelgönne (Fernsehserie, 1 Episode)
- 1982: Die Fischer von Moorhövd (Fernsehserie, 1 Episode)
- 1982: Unheimliche Geschichten (Fernsehserie, 1 Episode)
- 1984: Die Lehmanns (Fernsehserie, 1 Episode)
- 1985: … Erbin sein – dagegen sehr (Fernsehserie, 1 Episode)
- 1985: Ein Fall für TKKG – Angst in der 9a (Fernsehserie, 1 Episode)
- 1985: Die Schwarzwaldklinik (Fernsehserie, 1 Episode)
- 1986: Vertrauen gegen Vertrauen (TV)
- 1987–1999: Großstadtrevier (Fernsehserie, 10 Episoden)
- 1989: Peter Strohm (Fernsehserie, 1 Episode)
- 1990: Das Erbe der Guldenburgs (Fernsehserie, 1 Episode)
- 1992–1994: Freunde fürs Leben (Fernsehserie, 4 Episoden)
- 1992–1996: Die Männer vom K3 (Fernsehserie, 2 Episoden)
- 1994: Hagedorns Tochter (Fernsehserie, 1 Episode)
- 1995: Immenhof (Fernsehserie, 1 Episode)
- 1999: Küstenwache (Fernsehserie, 1 Episode)
- 2000: Die Camper (Fernsehserie, 1 Episode)
- 2002: Kunstgriff
- 2003: Eltern der Braut (TV)